# Oensel (Gelderland)
Oensel is een buurtschap in de Nederlandse gemeente Zaltbommel, gelegen in de provincie Gelderland. Het ligt ten oosten van de stad Zaltbommel en deels op het grondgebied van Maasdriel.
Dorpen: Aalst · Brakel · Bruchem · Delwijnen · Gameren · Kerkwijk · Nederhemert-Noord · Nederhemert-Zuid · Nieuwaal · Poederoijen · Zaltbommel · Zuilichem

Buurtschappen: Bern · Oensel · Poederoijensehoek · De Rietschoof

Gelderland: Steden en dorpen in Gelderland      Nederland: Provincies · Gemeenten